# Dennis Hightower
Pour les articles homonymes, voir Hightower.
Dennis F. Hightower (28 octobre 1941) est un homme d'affaires et homme politique américain. Il est secrétaire adjoint au Commerce des États-Unis du 11 août 2009 au 27 août 2010.

## Carrière
Dennis Hightower a été membre des conseils d'administration de nombreuses entreprises, notamment The Walt Disney Company et Europe Online Networks S.A..
Il a annoncé sa démission de son poste de sous-secrétaire au commerce le 15 juillet 2010.